# 간이언어
간이언어(simplified language, controlled natural language, CNL)는 모호함과 복잡성을 줄이거나 제거하기 위해 문법과 어휘를 제한하여 얻은 자연어의 하위 집합이다. 전통적으로 간이언어는 인간 독자(예: 원어민이 아닌 사용자)의 가독성을 향상시키는 언어와 언어의 신뢰할 수 있는 자동 의미 분석을 가능하게 하는 두 가지 주요 유형으로 분류된다.
ASD 간이기술영어(ASD Simplified Technical English), 캐터필라 기술영어(Caterpillar Technical English), IBM의 쉬운영어(Easy English)와 같은 첫 번째 유형의 언어는 기술 문서의 품질을 높이고 문서의 반자동 번역을 단순화하기 위해 업계에서 사용된다. 이들 언어는 "문장을 짧게 유지하라", "대명사의 사용을 피하라", "사전에 승인된 단어만 사용하라", "능동태만 사용하라"와 같은 일반적인 규칙으로 작가를 제한한다.
두 번째 유형의 언어는 형식적 구문과 형식적 의미를 가지며 1차 논리와 같은 기존 형식 언어에 매핑될 수 있다. 따라서 해당 언어는 지식 표현 언어로 사용될 수 있으며 해당 언어의 작성은 전자동 일관성 및 중복성 검사, 질의 응답 등을 통해 지원된다.

## 언어
현존하는 간이언어는 아래와 같다:
- 기초 영어
- 쉬운 일본어
- 신어 (1984)
- 스페셜 잉글리시

## 같이 보기
- 인공어
- 지식 표현
- 자연어 처리
- 쉬운 영어 위키백과